# 헤페르손 파르판
헤페르손 아구스틴 파르판 과달루페(Jéfferson Agustín Farfán Guadalupe, 스페인어 발음: [ˈɟef.feɾ.sɤɱ ˈfaɾ.fahn], 1984년 10월 26일 ~ )는 아프리카계 페루의 전 축구 선수로 현역 시절 윙어로 활약했다.

## 수상

### 클럽
알리안사 리마
- 페루 프리메라 디비시온 : 우승 (2001, 2003, 2004, 2021, 2022), 3위 (2002)
- 코파 리베르타도레스 : 우승 (2002, 2003, 2004)

 PSV 에인트호번
- 에레디비시 : 우승 (2004-05, 2005-06, 2006-07, 2007-08)
- KNVB컵 : 우승 (2004-05), 준우승 (2005-06)
- UEFA 챔피언스리그 : 4강 (2004-05)
- 요한 크라위프 스할 : 준우승 (2005, 2007)

 샬케 04
- 독일 분데스리가 : 준우승 (2009-10), 3위 (2011-12, 2013-14), 4위 (2012-13)
- DFB-포칼 : 우승 (2010-11), 4강 (2009-10)
- UEFA 챔피언스리그 : 4강 (2010-11)
- DFL-슈퍼컵 : 우승 (2011), 준우승 (2010)

 알자지라 클럽
- UAE 프레지던트컵 : 우승 (2015-16)
- UAE 슈퍼컵 : 준우승 (2016)

 로코모티프 모스크바
- 러시아 프리미어리그 : 우승 (2017-18), 준우승 (2018-19, 2019-20)
- 러시아 컵 : 우승 (2016-17, 2018-19)
- 러시아 슈퍼컵 : 준우승 (2017, 2018)

### 국가대표팀
페루 U-18
- 볼리바르 경기 대회 : 금메달 (2001)

 페루
- 코파 아메리카 : 준우승 (2019), 3위 (2015)